# Felice Casorati
Felice Casorati (n. 4 decembrie 1883, Novara, Italia – d. 1 martie 1963, Torino, Italia) a fost un pictor italian. 

## Biografie
Felice Casorati a fost fiul unui ofițer și și-a petrecut copilăria și tinerețea în numeroase garnizoane din diferite orașe, printre care Milano, Reggio nell'Emilia, Sassari și Padova. Casorati a început să studieze pianul, dar în curând s-a mutat din motive de sănătate la Universitatea din Padova, unde a absolvit facultatea de drept. 
Pe lângă drept, Casorati a luat cursuri în pictură, mai întâi la Padova și din 1908 în Napoli. În anii 1907 și 1909 a expus pentru prima dată picturile sale la Veneția. Pictură lui a fost puternic caracterizată prin simbolism, în special, și stilul vienez Art Nouveau, îndeosebi de opera lui Gustav Klimt. 
În anul 1918, după participarea să la în primul război mondial, s-a mutat la Torino, unde a rămas până la moartea să. Începutul anuilor 1920 Casorati a fost influențat de pictura metafizică a lui Giorgio De Chirico. În același timp, l-au influențat că pictori renascentiști, precum Piero della Francesca. Pe lângă naturi moarte, el a plasat figura umană în centrul tablourilor sale. El a pictat multe nuduri și portrete de femei. La sfârșitul anilor 1920 Casorati a predat la Academia de Artă din Torino, unde au fondat o școală. 
În anul 1923 Felice Casorati a fost reținut pentru scurt timp, deoarece el a luat parte dintr-un grup antifascist. 
Felice Casorati a fost reprezentat la numeroase expoziții naționale și internaționale. El a câștigat, printre altele, premiul pentru pictură la Bienala de la Veneția în 1938. Lucrarea lui Carità di San Martino din 1939 se află în Museo Cantonale d’Arte din Lugano.Museo Cantonale d’Arte, Lugano: Felice Casorati Arhivat în 27 septembrie 2016, la Wayback Machine.
Felice Casorati fost îngropat la Torino.

## Literatură
- Gerd Roos; Der kühle Blick. Realismus der Zwanzigerjahre in Europa und Amerika. Prestel, München 2001, ISBN 3-7913-2513-2 (Katalog der gleichnamigen Ausstellung der Hypo-Kulturstiftung, 1. Juni bis 2. September 2001).
- Georgina Betolino, Francesco Poli: Catalogo generale dell’opera di Felice Casorati. Turin 1995.